# Чифчија
Чифчија је зависни сељак у Османском царству. Чифчије које су највећим делом били православно становништво, до 1878. године нису имали сопствену непокретну имовину.